# Iron Horse (Fahrradhersteller)

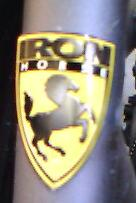
Emblem

Iron Horse war ein US-amerikanischer Hersteller von Fahrrädern aus New York. Das Unternehmen wurde 1987 gegründet und existierte bis 2009. 
Iron Horse hatte vorwiegend Mountainbikes im Sortiment und spezialisierte sich vor allem auf die Disziplinen Downhill, Freeride und All Mountain. 
Die Firma Iron Horse sponserte ein eigenes MTB-Team. Beim Monster Energy Iron Horse Downhillteam fuhren Brendan Fairclough und der ehemalige Downhill-Weltmeister Samuel Hill. Das Team nahm am Mountainbike-Weltcup teil. Ausgestattet war das Iron Horse Team mit dem Downhill-Bike namens Sunday.